# KITT v ohrožení
KITT v ohrožení je 9. díl seriálu Knight Rider – Legenda se vrací. Zde se KITT sám ocitne v nebezpečí, kdy mu hrozí zánik existence díky počítačovému nanoviru, který se dostal do terénu.

## Obsah
Mike a KITT pronásledují kamion převážející nanovirus. Tento virus nenapadá živou tkáň, ale šíří se kovem a postihuje počítačové systémy. Jeho vývojářem je dr. Ryan Arrow, kdysi asistent dr. Graimana a nápadník Sarah. Díky tomu, že Ryan jezdí na starém Harleyi bez elektroniky, je před virem uchráněn. Virus však nepozorovaně infikuje KITTa. Ryan na své motorce nakazí okolní místa pomocí stožáru s elektrickým vedením. Sarah a Charles ho vyhledají, ale Ryan odmítá spolupracovat. KITT je již vážně infikován a následkem toho mění své naprogramování. Přestože je jeho první funkcí ochrana lidských životů, zabije pomocí svých integrovaných raket Ryana Arrowa a zničí jeho dům. Vypadá to, že přestane existovat. Virus mezitím zmutoval a dostal se do centrály. Je nařízena autodestrukce komplexu, který je evakuován. Na poslední chvíli Mike a Sarah objeví na Ryanově motorce antivirus. Pomocí přenosného disku ho nahrají do KITTa a posléze i do centrály. Virus ustupuje a autodestrukce je zrušena. KITT je zachráněn i přesto, že lituje toho, že on zabil dr. Arrowa. V průběhu děje se Zoe dozvěděla, že Alex Torres skrývá, že se snaží ve spolupráci s NSA o obnovu projektu KARR. KARR je prototypem a "zlým" dvojčetem KITTa. Oba vozy byly sestaveny dr. Graimanem.

## Obsazení
- Yancey Arias – Alex Torres
- Val Kilmer – hlas KITTa
- Justin Bruening – Michael Knight
- Deanna Russo – Sára Graimanová
- Paul Campbell – Billy Morgan
- Smith Cho – Zoe Chao
- Bruce Davidson – dr. Charles Graiman

a další…